# Diana Menschig

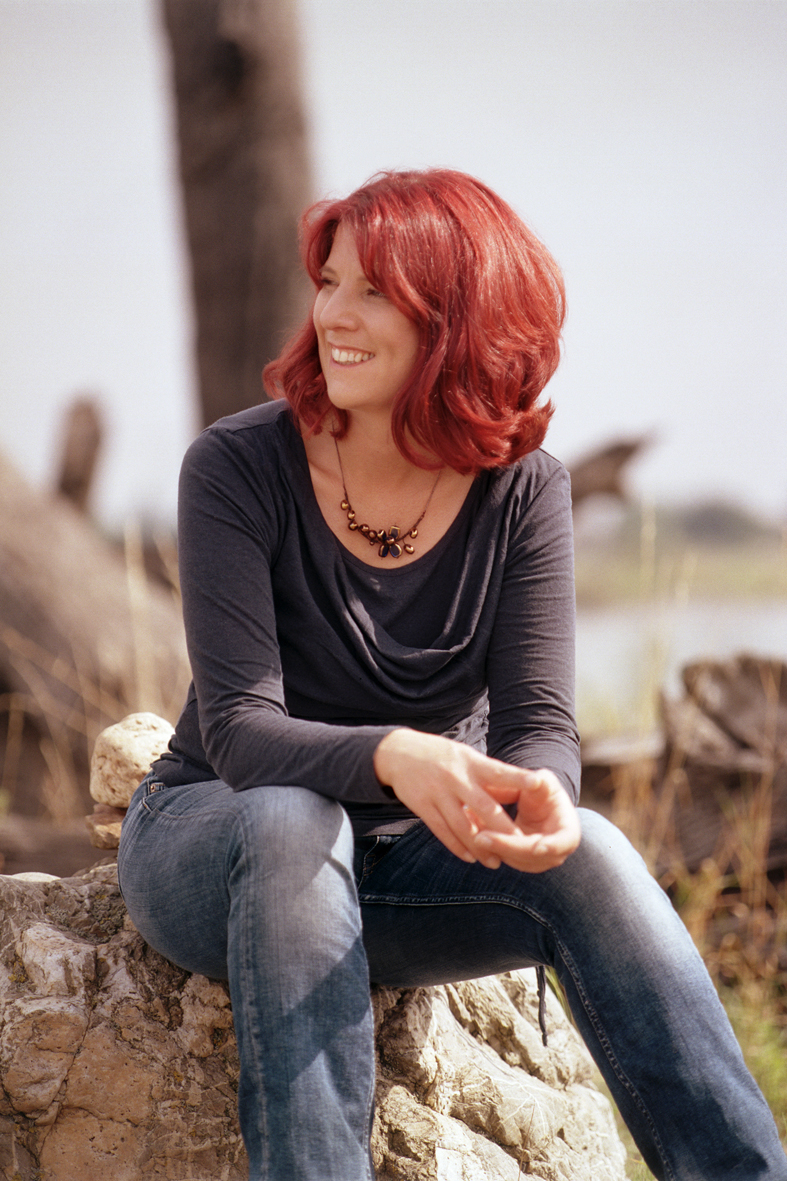
Diana Menschig 2015

Diana Menschig (* 30. September 1973 in Viersen) ist eine deutsche Schriftstellerin, deren Werke der Phantastik zugeordnet werden. Unter dem Pseudonym Marie Buchinger veröffentlicht sie historische Fiktion.

## Leben
Menschig studierte nach dem Abitur 1993 am Albertus-Magnus-Gymnasium Viersen-Dülken Psychologie an der Universität Bielefeld und schloss 1998 mit einer Diplomarbeit über Perspektivenübernahme und Fremdenfeindlichkeit ab. Nach beruflichen Stationen in Marktforschung und Personalrekturierung machte sie sich im Zeitraum 2004–2006 zum ersten Mal selbstständig und war Inhaberin eines Spieleladens. Es folgte eine weitere Anstellung in Personalrekrutierung und -marketing, bevor sie sich 2009 erneut für die freiberufliche Tätigkeit entschied. 2009–2018 war sie Honorardozentin an der Fachhochschule Aachen sowie an der Fachhochschule Niederrhein (2010–2012). Im Jahr 2013 und 2015 war sie Teil der Projektgruppe für die Kinder- und Jugendliteraturtage (KiJuLitTa) in Dülken. Im November 2015 gründete sie mit Gleichgesinnten die Autorenvereinigung Phantastik-Autoren-Netzwerk (PAN), um der Phantastik in der Literaturlandschaft zu mehr Ansehen zu verhelfen. Seit der Gründung bis 2021 war sie Vorstandsvorsitzende. In dieser Funktion organisierte sie unter anderen das seit 2016 jährlich stattfindende PAN-Branchentreffen der Phantastik. Für ihre Arbeit bezeichnete Kollege Bernhard Hennen sie öffentlich als die Lobbyistin für Fantasy.
Diana Menschig lebt in Dülken und ist verheiratet.

## Werk
Diana Menschigs Debütroman Hüter der Worte erschien 2012 bei Droemer Knaur. Neben weiteren Romanen und Kurzgeschichten in verschiedenen Anthologien, veröffentlichte sie von 2017 bis 2020 in unregelmäßigen Abständen auf tor-online.de die Reihe Orte, die ein Nerd besucht haben muss.

## Veröffentlichungen
Als Diana Menschig
- Die Legende vom letzten Bücherjäger. Atlantis, Zürich 2023, ISBN 978-3-7152-3010-8.
- Jaspers Reise zur Erkenntnis. Verlag Torsten Low, Meitingen 2021, ISBN 978-3-96629-012-8.
- Die alte Wassermühle.  Kampa Verlag, Zürich 2020, ISBN 978-3-311-27006-5.
- Die Mohnfelder von Solferino. Droemer Knaur, München 2019, ISBN 978-3-426-52168-7.
- So finster, so kalt. Droemer Knaur, München, 2014, ISBN 978-3-426-51493-1, Audible Hörbuch 2020.
- Hüter der Worte. Droemer Knaur, München 2012, ISBN 978-3-426-51111-4.
- mit Alexa Waschkau Dunkle Wurzeln. dotbooks, München 2016, ISBN 978-3-95824-520-4.
- mit Sebastian Bartoschek: Von unsichtbaren Gorillas und tanzenden Bären: Ist unsere Realität real oder nur das Ergebnis unserer Fantasie ... jmb, Hannover 2014, ISBN 978-3-944342-44-3 (Print) bzw. ISBN 978-3-944342-45-0 (E-Book).

Als Marie Buchinger
- Ein Tal in Licht und Schatten. Droemer Knaur, München 2016, ISBN 978-3-426-51755-0.